# Emblème de la Yougoslavie

Emblème de la Yougoslavie.

L'emblème de la Yougoslavie comporte six torches brûlant dans une même flamme, entourées de blé avec une étoile rouge au sommet. Cela représente la fraternité et l'unité des six républiques fédérées qui formaient la Yougoslavie : la Serbie, la Croatie, la Bosnie-Herzégovine, la Slovénie, le Monténégro et la Macédoine.
Une date est présente sur l'emblème : le 29 novembre 1943. Elle correspond à la date où le Conseil antifasciste de libération nationale de Yougoslavie (AVNOJ) s'est réuni à Jajce lors de sa deuxième réunion pour définir la base à l'organisation d'après-guerre du pays, avec notamment l'établissement d'une structure fédérale.
L'emblème de la Yougoslavie, avec ceux de ses républiques constituantes, est un exemple d'héraldique socialiste.

## Historique

### Royaume de Yougoslavie

Armoiries du royaume de Yougoslavie (1918–1941).

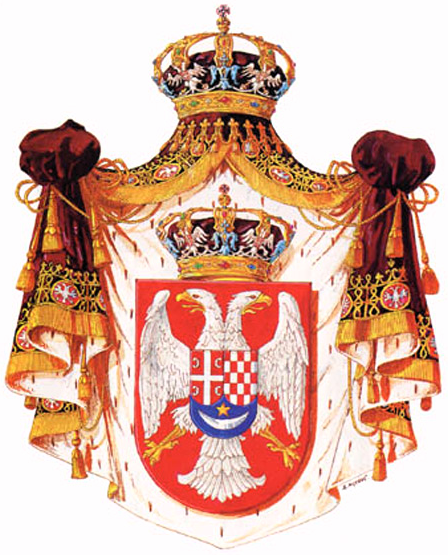
Premières armoiries (1918-1922).

Les armoiries du royaume de Yougoslavie (anciennement appelé royaume des Serbes, Croates et Slovènes) étaient une variante des armoiries de la Serbie. Géographiquement les armoiries étaient similaires avec seulement deux différences majeures, la première étant la couronne royale. Les armoiries royales serbes représentaient la couronne dynastique de la famille Obrenović, tandis que les armoiries royales yougoslaves représentaient la couronne dynastique de la famille Karađorđević.
La seconde différence était le bouclier surmonté d'un aigle blanc à deux têtes. Les précédentes armoiries de la Serbie ne comportaient que la croix tétragrammatique serbe, représentant uniquement la nation Serbes. Lors de la formation de la Yougoslavie, le bouclier surmonté a été modifié pour inclure les nations croates et slovènes nouvellement intégrées, comme les trois nations officielles de la Yougoslavie. Les armoiries comprenaient trois étoiles dorées à six branches en forme de triangle inversé, adoptées des armoiries de la famille des comtes de Celje. Une image des armoiries royales yougoslaves figure sur le billet de 10 dinar yougoslave de 1926.

### République fédérative socialiste de Yougoslavie

Armoiries du RFS de Yougoslavie utilisée sur les documents imprimés.

Pendant la Seconde Guerre mondiale (1943-1945), l'État yougoslave était appelé Yougoslavie fédérative démocratique (YFD), en 1945, il a été rebaptisé république populaire fédérative de Yougoslavie (RPFY), puis en 1963, république fédérative socialiste de Yougoslavie (RFSY). L'emblème de la Yougoslavie socialiste a été conçu en 1943 et est resté d'usage jusqu'en 1963, date à laquelle le pays a subi des réformes et a été rebaptisé pour la dernière fois. Il représentait cinq flambeaux entourés de blé et brûlant ensemble en une seule flamme, symbolisant la fraternité et l'unité des cinq nations de la RSFY : Croates, Macédoniens, Monténégrins, Serbes et Slovènes. Les Bosniaques n'étaient pas représentés en tant que nation constitutive, malgré le fait qu'il existait des Bosniaques s'identifiant comme une nation depuis la fin du 19e siècle grâce à l'influence de personnalités telles que Mehmed-beg Kapetanović. [réf. nécessaire]
Dans le cadre des réformes de 1963, le nom du pays a été changé en république fédérative socialiste de Yougoslavie et son emblème a été redessiné pour représenter les six républiques fédérales yougoslaves (au lieu des cinq nations). Le nouvel emblème était la version finale avec six torches, et a été utilisé officiellement jusqu'en 1993 (après la dissolution du pays en 1992). La date figurant dans l'insigne est restée dans le nouvel emblème. 

## Emblèmes des républiques
Les emblèmes des républiques socialiste de Yougoslavie furent définis par chacune de ses six républiques constitutives. Les emblèmes apparaissaient comme un symbole de l'État sur les documents de la république, par exemple sur les enseignes des institutions républicaines, sur les filigranes des diplômes scolaires, etc.
Les emblèmes comprenaient d'anciens symboles historiques lorsqu'ils pouvaient démontrer leur compatibilité historique avec le nouveau système politique socialiste : voir l'emblème traditionnel croate et serbe au milieu de leurs armoiries ; le mont Triglav slovène a également été reconnu comme un symbole du Front de libération slovène pendant la guerre de libération nationale au cours de la Seconde Guerre mondiale. Lorsque les anciens symboles ont été jugés inappropriés (la croix traditionnelle sur les armoiries serbes, les armoiries ethniques ou religieuses pour la Bosnie-Herzégovine, l'ancien symbole traditionnellement monarchiste pour le Monténégro ou le lion historique pour la Macédoine), des éléments marquants ou des symboles nationaux non officiels ont été ajoutés, par exemple le Mont Lovćen pour le Monténégro ou une paire de cheminées pour la Bosnie-Herzégovine. Il en va de même pour l'emblème fédéral yougoslave : tous les emblèmes républicains distincts comportaient une étoile rouge et du blé, ou d'autres plantes importantes de la région. Les emblèmes des six républiques socialiste Yougoslave étaient les suivants :
| République         | Emblème                                  | Auteur                            | Caractéristiques spécifiques à la république                | Caractéristiques spécifiques à la république                                                                              | Armoiries nationales actuelles     |
| ------------------ | ---------------------------------------- | --------------------------------- | ----------------------------------------------------------- | --- | ---------------------------------- |
| Bosnie-Herzégovine |                                          | Inconnu                           | Plantes                                                     | Brindille de Conifères (gauche), brindille de plantes décidues (droite), deux gerbes de blé (partie inférieure du milieu) | Armoiries de la Bosnie-Herzégovine |
| Bosnie-Herzégovine | Paysages, caractéristiques géographiques | Inconnu                           | Silhouette de la ville de Jajce                             | | Armoiries de la Bosnie-Herzégovine |
| Bosnie-Herzégovine | Industrie                                | Inconnu                           | Deux cheminées d'usine                                      | | Armoiries de la Bosnie-Herzégovine |
| Bosnie-Herzégovine | Ornements                                | Inconnu                           | ruban rouge                                                 | | Armoiries de la Bosnie-Herzégovine |
| Croatie            |                                          | Antun Augustinčić et Vanja Radauš | Plantes                                                     | Blé | Armoiries de la Croatie            |
| Croatie            | Paysages, caractéristiques géographiques | Antun Augustinčić et Vanja Radauš | Mer Adriatique, soleil levant                               | | Armoiries de la Croatie            |
| Croatie            | Industrie                                | Antun Augustinčić et Vanja Radauš | Enclume                                                     | | Armoiries de la Croatie            |
| Croatie            | Ornements                                | Antun Augustinčić et Vanja Radauš | Échiquier                                                   | | Armoiries de la Croatie            |
| Macedoine          |                                          | Vasilije Popović–Cico             | Plantes                                                     | Épi de Blé, feuilles de tabac et boutons de pavot                                                                         | Emblèm de la Macedoine du Nord     |
| Macedoine          | Paysages, caractéristiques géographiques | Vasilije Popović–Cico             | Rivière Vardar, Mont Korab, soleil levant, ciel             | | Emblèm de la Macedoine du Nord     |
| Macedoine          | Industrie                                | Vasilije Popović–Cico             | –                                                           | | Emblèm de la Macedoine du Nord     |
| Macedoine          | Ornements                                | Vasilije Popović–Cico             | Ruban orné de la broderie traditionnel macédonienne         | | Emblèm de la Macedoine du Nord     |
| Monténégro         |                                          | Milan Božović et Milo Milunović   | Plantes                                                     | Couronne de laurier | Armoiries du Monténégro            |
| Monténégro         | Paysages, caractéristiques géographiques | Milan Božović et Milo Milunović   | Mont Lovćen, Mer Adriatique                                 | | Armoiries du Monténégro            |
| Monténégro         | Industrie                                | Milan Božović et Milo Milunović   | –                                                           | | Armoiries du Monténégro            |
| Monténégro         | Ornements                                | Milan Božović et Milo Milunović   | Drapeau tricolore monténégrin aux couleurs panslaves        | | Armoiries du Monténégro            |
| Serbie             |                                          | Đorđe etrejević Kun               | Plant                                                       | Gerbe de Blé (gauche), gerbe de feuilles de chêne avec des glands (droite)                                                | Armoiries de la Serbie             |
| Serbie             | Paysages, caractéristiques géographiques | Đorđe etrejević Kun               | Soleil levant, ciel                                         | | Armoiries de la Serbie             |
| Serbie             | Industrie                                | Đorđe etrejević Kun               | Engrenage                                                   | | Armoiries de la Serbie             |
| Serbie             | Ornements                                | Đorđe etrejević Kun               | Tissu rouge (avec inscriptions), symbole traditionnel serbe | | Armoiries de la Serbie             |
| Slovénie           |                                          | Branko Simčič                     | Plantes                                                     | Blé, feuille de Tilia | Armoiries de la Slovenie           |
| Slovénie           | Paysages, caractéristiques géographiques | Branko Simčič                     | Mont Triglav, mer                                           | | Armoiries de la Slovenie           |
| Slovénie           | Industrie                                | Branko Simčič                     | –                                                           | | Armoiries de la Slovenie           |
| Slovénie           | Ornements                                | Branko Simčič                     | Ruban rouge                                                 | | Armoiries de la Slovenie           |